# ダビド・ガルシア・デ・ラ・クルス
ダビド・ガルシア・デ・ラ・クルス（David García de la Cruz, 1981年1月16日 - ）は、スペイン・マンレザ出身の元サッカー選手。現役時代のポジションはDF。

## 来歴
RCDエスパニョールの下部組織出身。2000年1月8日、デポルティーボ・ラ・コルーニャ戦でデビュー。2009年6月12日に、クラブと新たに契約を2年延長した。
2011-12シーズンからは、ジローナFCへ移籍。
フル代表歴は無いが、U-20、U-21、カタルーニャ選抜の代表歴がある。

## 主な経歴
- RCDエスパニョール
  - コパ・デル・レイ 1999-2000、2005-06
  - UEFAカップ 準優勝 2006-2007